# Sylvain Caruso
 (avril 2020).
Si vous disposez d'ouvrages ou d'articles de référence ou si vous connaissez des sites web de qualité traitant du thème abordé ici, merci de compléter l'article en donnant les références utiles à sa vérifiabilité et en les liant à la section « Notes et références ».
Pour les articles homonymes, voir Caruso (homonymie).
Sylvain Caruso est un acteur français, né le 18 février 1963.
Spécialisé dans le doublage, il est la voix du personnage de Donald Duck ainsi que celle de Gollum (Andy Serkis) dans la saga Le Seigneur des anneaux et Le Hobbit.

## Filmographie
- 1979 : Le Piège à cons de Jean-Pierre Mocky : Un ami de Sylvie
- 1980 : C'est encore loin l'Amérique ? de Roger Coggio

## Chanson
- 1986 :  Canibales

## Doublage

### Cinéma

#### Films
- Andy Serkis dans :
  - Le Seigneur des anneaux : La Communauté de l'anneau (2001) : Gollum (voix)
  - Le Seigneur des anneaux : Les Deux Tours (2002) : Gollum (voix)
  - Le Seigneur des anneaux : Le Retour du roi (2003) : Gollum (voix)
  - Le Hobbit : Un voyage inattendu (2012) : Gollum (voix)

- 2008 : Iron Man : Yinsen (Shaun Toub)
- 2015 : Le Hobbit : Le Retour du roi du Cantal : Gollum (voix)

#### Films d'animation
- 1942[1] : Saludos Amigos : Donald Duck
- 1944[2] : Les Trois Caballeros : Donald Duck
- 1947[3] : Coquin de printemps : Donald Duck
- 1983[4] : Le Noël de Mickey : Donald Duck / Fred Honeywell
- 1990 : Le Prince et le Pauvre : Donald Duck
- 1999 : Fantasia 2000 : Donald Duck
- 1999 : Mickey, il était une fois Noël : Donald Duck
- 2002 : Mickey, le club des méchants : Donald Duck
- 2004 : Mickey, Donald, Dingo : Les Trois Mousquetaires : Donald Duck
- 2004 : Mickey, il était deux fois Noël : Donald Duck
- 2023 : Il était une fois un studio : Donald Duck (court métrage)

### Télévision

#### Séries d'animation
- 1996-1997 : Couacs en vrac : Donald Duck
- 1999-2001 : Mickey Mania : Donald Duck
- 2001-2003 : Tous en boîte : Donald Duck, la poignée de porte et Gus Glouton
- 2006-2016 : La Maison de Mickey : Donald Duck et Pluto
- 2009 : Dans la Savane : Pécan / Léo (épisode 18)
- 2013-2019 : Mickey Mouse : Donald Duck
- 2017-2021 : La Bande à Picsou : Donald Duck
- 2017-2021 : Mickey et ses amis : Top Départ ! : Donald Duck, Pluto, Tac
- 2018 : La Légende des Trois Caballeros : Donald Duck
- 2020-2023 : Le Monde Merveilleux de Mickey : Donald Duck et Pluto
- 2021-2024 : Les Aventures au Parc de Tic et Tac : Donald Duck
- 2021-2025 : La Maison magique de Mickey : Donald Duck
- 2025 : La Maison de Mickey+ (en) : Donald Duck, Willie et Pluto

### Jeux vidéo
- 1994 : Little Big Adventure : Twinsen
- 1997 : Little Big Adventure 2 : Twinsen
- 1998 :  Marine Malice 3 : Le Mystère du coquillage volé : voix diverses
- 1999 : Thief : ?
- 2000 : Donald Duck Couak Attack : Donald Duck
- 2001 : Panique à Mickeyville : Donald Duck
- 2002 : Kingdom Hearts : Donald Duck
- 2002 : Donald Duck : Qui est PK ? : Donald Duck
- 2003 : Disney : Le Mystère des clés perdues : Donald Duck
- 2005 : Kingdom Hearts 2 : Donald Duck
- 2011 : Kinect Disneyland Adventures : Donald Duck
- 2012 : Lego Le Seigneur des anneaux : Gollum
- 2014 : La Terre du Milieu : L'Ombre du Mordor : Gollum
- 2017 : La Terre du Milieu : L'Ombre de la Guerre : Gollum
- 2022 : Disney Dreamlight Valley : Donald Duck